# برينان إيفانز
برينان إيفانز هو لاعب هوكي الجليد كندي، ولد في 6 يناير 1982 في كامروز في كندا.

## وصلات خارجية
- برينان إيفانز على موقع دوري الهوكي الوطني (الإنجليزية)
- برينان إيفانز على موقع قاعة مشاهير الهوكي (لاعب أن.إتش.أل) (الإنجليزية)
- برينان إيفانز على موقع EliteProspects.com (الإنجليزية)
- برينان إيفانز على موقع HockeyDB.com (الإنجليزية)
- برينان إيفانز على موقع Hockey-Reference.com (الإنجليزية)